# Teucrium cubense
La agrimonia de Cuba (Teucrium cubense) es una especie perteneciente a la familia Lamiaceae. Es nativa de una parte de las Américas, que incluye el sur de Estados Unidos, partes del Caribe, México y el norte de Sudamérica. Hay varias subtaxones. 

## Descripción
En general, la planta tiene hojas lobuladas y una corola de flores con un amplio lóbulo inferior y los lóbulos laterales más pequeños. La flor puede ser de color blanco o azul-teñido con manchas de color púrpura.

## Propiedades
Esta planta puede tener efectos antidiabéticos.

## Taxonomía
Teucrium cubense, fue descrita por Nikolaus Joseph von Jacquin y publicado en Enumeratio Systematica Plantarum, quas in insulis Caribaeis 25, en el año 1760.
Etimología
Teucrium: nombre genérico que deriva del Griego τεύχριον, y luego el Latín teucri, -ae y teucrion, -ii, usado por Plinio el Viejo en Historia naturalis, 26, 35 y  24, 130, para designar el género Teucrium, pero también el Asplenium ceterach, que es un helecho (25, 45). Hay otras interpretaciones que derivan el nombre de Teucri, -ia, -ium, de los troyanos, pues Teucro era hijo del río Escamandro y la ninfa Idaia, y fue el antepasado legendario de los troyanos, por lo que estos últimos a menudo son llamados teucrios. Pero también Teucrium podría referirse a Teûkros, en latín Teucri, o sea Teucro, hijo de Telamón y Hesione y medio-hermano de Ajax, y que lucharon contra Troya durante la guerra del mismo nombre, durante la cual descubrió la planta en el mismo período en que Aquiles, según la leyenda, descubrió la Achillea.
cubense: epíteto geográfico que alude a su localización en la  isla de Cuba.
sinonimia
- Melosmon cubense (Jacq.) Small
- Melosmon laevigatum (Vahl) Small
- Teucrium chamaedrifolium Mill.
- Teucrium cubense subsp. chamaedrifolium (Mill.) Epling
- Teucrium cubense subsp. cubense
- Teucrium cubense var. densum Jeps.
- Teucrium cubense subsp. depressum (Small) E.M.McClint. & Epling
- Teucrium cubense var. laevigatum (Vahl) Shinners
- Teucrium cubense subsp. laevigatum (Vahl) E.M.McClint. & Epling
- Teucrium depressum Small
- Teucrium laevigatum Vahl[7]